# Johannes Lange (Theologe)
Johannes Peter Lange (* 17. Februar 1867 in Hostrup, Kirchspiel Havetoft; † 27. Februar 1953 in Klein-Brodersby) war ein deutscher evangelisch-lutherischer Pastor und Lauenburgischer (Landes-)Superintendent von 1914 bis 1944.

## Leben und Wirken
Nach seiner Ordination 1894 war Lange zunächst Hilfsgeistlicher in Wandsbek. Zwei Jahre später wurde er ebenfalls in Wandsbek Pastor und 1901 Hauptpastor. 
1914 wechselte er als Hauptpastor nach Ratzeburg, wo er noch im selben Jahr, am 3. Mai 1914, als Nachfolger des verstorbenen Theodor Valentiner zum Superintendenten ernannt wurde. Mit dem Inkrafttreten der Verfassung der Evangelisch-Lutherischen Landeskirche Schleswig-Holsteins vom 30. September 1922 zum 1. November 1924 bekam er den Titel Landessuperintendent und fungierte nebenamtlich in Kiel als Konsistorialrat. Diese Ämter bekleidete er weit über das normale Pensionsalter hinaus bis zu seiner Emeritierung am 1. April 1944. 
Lange bewahrte in den Jahren 1933–1944 eine kritische Distanz zum nationalsozialistischen Regime und stand der Bekennenden Kirche nahe. So sorgte er dafür, dass am 20. März 1937 die „Möllner Notkonfirmation“ von Lübecker Konfirmanden stattfinden konnte, deren zur Bekennenden Kirche gehörende Pastoren unter Hausarrest gestellt worden waren. Außerdem ordinierte er am 6. November 1938 in der St. Petri-Kirche in Ratzeburg 22 Predigtamtskandidaten der Bekennenden Kirche.
Anlässlich seines 25-jährigen Amtsjubiläums 1939 errichteten die lauenburgischen Pastoren die „Johannes-Lange-Stiftung“, deren Erträge zur Förderung des kirchlichen Lebens in den Gemeinden der Landessuperintendentur Lauenburg bestimmt waren.